# 青山墓群
青山墓群，位于中华人民共和国湖北省宜昌市枝江市问安镇东北，现为全国重点文物保护单位。
青山墓群主体分为四部，分别以大型冢子、谢家冢子、范家冢子、鲤鱼冢子为中心，四周均规律排列着许多陪葬墓。

## 文物保护情况
1981年12月30日，以“青山古墓群”的名义被湖北省人民政府列为第二批湖北省文物保护单位；2006年5月25日，以“青山墓群”的名义被中华人民共和国国务院列为第六批全国重点文物保护单位。
其作为文物的保护范围为：青山墓群及周围一定范围。四至：东面至龚家坪村人工河节制闸，西面至袁码头村村委会，南面至小鲤鱼冢子以南500米，北面至谢家冢子以北500米。
其作为文物的建设控制地带为：以保护范围四至为界，四周向外延伸200米。